# Pomatostomidae
I Pomatostomidi (Pomatostomidae Schodde, 1975) sono una famiglia di uccelli passeriformi.

## Descrizione
Si tratta di uccelli di dimensioni medio-piccole (17-27 cm), dall'aspetto paffuto e arrotondato, con grossa testa allungata, becco falciforme rivolto verso il basso, zampe forti e allungate, coda anch'essa piuttosto lunga e cuneiforme ed ali arrotondate.
Il piumaggio è bruno, nerastro o grigio su tutto il corpo, con sopracciglio, gola e petto di colore bianco: fa eccezione il garrulo papua, il cui piumaggio è di color bruno-rossiccio e privo di bianco facciale.

## Distribuzione e habitat
La famiglia ha distribuzione oceaniana, con una singola specie (il garrulo papua) endemica della foresta monsonica Nuova Guinea, un'altra (il garrulo corona grigia) diffusa su ambo le sponde dello stretto di Torres e le altre diffuse in Australia, della quale popolano le aree alberate con denso sottobosco.

## Biologia
Si tratta di uccelli diurni, che vivono in coppie che a loro volta fanno parte di chiassosi stormi di una ventina o più d'individui, che passano la maggior parte della giornata a cercare il cibo (insetti, piccoli vertebrati, granaglie e bacche) al suolo o fra i rami, tenendosi in costante contatto mediante alti richiami.
Si tratta di uccelli monogami, che durante il periodo degli amori divengono territoriali, sebbene le coppie accettino la collaborazione di altri membri del gruppo nella cova, nell'allevamento della prole (attività svolte dalle femmine) e nella difesa del territorio e della femmina in nidificazione (compito dei maschi), mentre la costruzione del nido è a carico di tutto lo stormo.

## Tassonomia
La famiglia comprende due generi, per un totale di cinque specie:
Famiglia Pomatostomidae
- Genere Garritornis
  - Garritornis isidorei (Lesson, 1827) - garrulo papua
- Genere Pomatostomus
  - Pomatostomus temporalis (Vigors & Horsfield, 1827) - garrulo capogrigio
  - Pomatostomus halli Cowles, 1964 - garrulo di Hall
  - Pomatostomus superciliosus (Vigors & Horsfield, 1827) - garrulo cigliabianche
  - Pomatostomus ruficeps (Hartlaub, 1852) - garrulo capocastano

Fra i passeriformi, i pomatostomidi occupano un clade molto basale prossimo ai Corvida, che condividono con gli Orthonychidae.